# The Witcher RPG
The Witcher Pen and Paper RPG (The Witcher Gra Fabularna) – wydana w 2018 roku przez wydawnictwo R. Talsorian Games gra fabularna oparta na serii gier komputerowych Wiedźmin, inspirowanej sagą o wiedźminie oraz opowiadaniami Andrzeja Sapkowskiego.

## Opis
Podręcznik główny do gry autorstwa Lisy i Cody'ego Pondsmithów ukazał się w 2018 roku, a polskie wydanie nakładem Copernicus Corporation w 2019 roku.
Podręcznik główny do gry jest kolorowy, w twardej oprawie i ma 336 stron (polskie wydanie 340).

## Mechanika
Mechanika gry opiera się na zasadniczo przebudowanym systemie Interlock, znanym wcześniej z gry Cyberpunk 2020. Przy zachowaniu podstawowych reguł testu i wykorzystania kostek k10 oraz k6, wprowadzono odmienny zestaw atrybutów, umiejętności (zdolności) oraz rozwoju postaci. Mechanika walki nastawiona jest na oddanie starć szermierczych. Rozbudowana jest też magia (podzielona na zaklęcia, rytuały oraz klątwy) oraz zaczerpnięty z gier wideo crafting.
Wśród różnic warto zwrócić uwagę na rozwój bohatera. Poszczególne Profesje postaci posiadają tu drzewka rozwoju, pozwalające na podążanie jedną z trzech ścieżek lub mieszaniu specjalnych zdolności z nich wszystkich. Wraz z ogólnym nastawieniem na opis postaci poprzez jej umiejętności, pozwala to na realizację bardzo różnorodnych koncepcji w ramach jednego archetypu.
Gra skupiona jest na task resolution i dość tradycyjną relację między graczami a Mistrzem Gry. Daje ona jednak rozwiniętym postaciom dodatkowe zdolności inspirowane nowocześniejszymi mechanikami, jak możliwość dynamicznego wprowadzania do fikcji sojuszników, zasobów czy schronienia.

## Świat
Akcja gry dzieje się w stworzonym na kartach powieści Andrzeja Sapkowskiego świecie fantasy. Gracz może wcielić się w dowolną postać wybraną z czterech spośród występujących w świecie ras (człowiek, elf, krasnolud, wiedźmin), a kolejne zostały dodane w dodatkach (niziołki, gnomy, bobołaki, vrany). Opis settingu stawia nacisk na wojenną zawieruchę i apokaliptyczny charakter konfliktu Królestw Północy z Cesarstwem Nilfgaardu.
Świat przedstawiony w podręczniku podstawowym odpowiada okresowi historycznemu po zakończeniu Wiedźmina II: Zabójców Królów, a przed początkiem Wiedźmina III: Dzikiego Gonu. Podręcznik zawiera kwestionariusz pozwalający ustalić stan settingu na podstawie kluczowych wydarzeń z gier wideo. Autorzy zachęcają też do rozgrywek w epokach opowiadań i sagi.